# Eugenia Bosânceanu
Eugenia Bosânceanu (n. 8 februarie 1925, Rădăuți-Prut, Botoșani, România – d. 24 decembrie 2018, București, România) a fost o actriță română de teatru și film.

## Biografie
S-a născut la 8 februarie 1925 în satul Rădăuți-Prut din județul Dorohoi (azi în județul Botoșani). A absolvit Institutul de Artă Teatrală și Cinematografică din București în anul 1952. A jucat într-un număr mare de filme, interpretând însă roluri secundare.

## Filmografie
- Ciulinii Bărăganului (1958)
- Când primăvara e fierbinte (1960)
- Codin (1963)
- Comoara din Vadul Vechi (1964) - Domnica
- Duminică la ora 6 (1966) - mama lui Radu
- Răscoala (1966)
- Vremea zăpezilor (1966)
- Domnișoara Iulia (film TV, 1966) - Cristina
- Tinerețe fără bătrînețe (1969)
- Baltagul (1969) - voce Vitoria Lipan
- Căldura (1969)
- Sentința (1970)
- Facerea lumii (1971) - Elena
- Atunci i-am condamnat pe toți la moarte (1972) - doamna Bunu, soția medicului
- Vifornița (1973)
- De bună voie și nesilit de nimeni (1974)
- Păcală (1974)
- Pe aici nu se trece (1975) - mama
- Hyperion (1975)
- Singurătatea florilor (1976) - soția lui Dumitru Pavel
- Nunta însângerată (film TV, 1976)
- Pintea (1976)
- Bunicul și doi delincvenți minori (1976)
- Misterul lui Herodot (1977)
- De ziua Domniței (film TV, 1977)
- Războiul Independenței (serial TV, 1977) - mama lui Peneș
- Mînia (1978)
- Septembrie (1978) - mama lui Petrescu
- Pentru patrie (1978) - mama lui Peneș
- Între oglinzi paralele (1979)
- Clipa (1979)
- Întoarcerea lui Vodă Lăpușneanu (1980) - Elena Doamna
- Destinația Mahmudia (1981)
- Liniștea din adîncuri (1982) - sora inginerului Voinea
- Pădurea nebună (1982)
- Plecarea Vlașinilor (1983)
- Căruța cu mere (1983)
- Prea cald pentru luna mai (1984)
- Să mori rănit din dragoste de viață (1984)
- Întoarcerea Vlașinilor (1984)
- Raliul (1984)
- Colierul de turcoaze (1986)
- Totul se plătește (1987)
- Expediția (1989)
- Maria (1989)
- Rămînerea (1991)
- Balanța (1992)
- Atac în bibliotecă (1993)
- Dragoste și apă caldă (1993)
- Ochii care nu se văd (1994) - bunica
- Crucea de piatră (1994)
- Această lehamite (1994)
- Femeia în roșu (1997)
- Triunghiul morții (1999)
- Binecuvântată fii, închisoare (2002) - Saveta
- Occident (2002) - tanti Leana
- Maria (2003) - mama lui Ion
- Faraonul (2004)
- Italiencele (2004) - bătrâna cu rața
- „15” (2005) - bătrâna
- Păcală se întoarce (2006) - bătrână de la fântână
- La urgență (serial TV) (2006) - Verina
- Margo (2006)
- 4 luni, 3 săptămâni și 2 zile (2007) - mama dlui Bebe
- Vine poliția (serial TV) (2008) - Vrăjitoarea Solimana
- Nunta mută (2008) - bătrâna 1
- Amintiri din Epoca de Aur 2: Dragoste în timpul liber (2009) - a doua gospodină
- Medalia de onoare (2009) - dna Petrescu
- Ho Ho Ho (2009) - bunicuța agresată
- Umilință (2011) - bătrâna 2
- Poziția copilului (2013) - bunica lui Angheliu
- Sierranevada (2016)
- Capace (2017)
- O grămadă de caramele (2017) - Baba Săftița